# Castell de Sagunt
El castell de Sagunt és una fortalesa situada dalt la muntanya que protegix la ciutat de Sagunt (Camp de Morvedre, País Valencià).

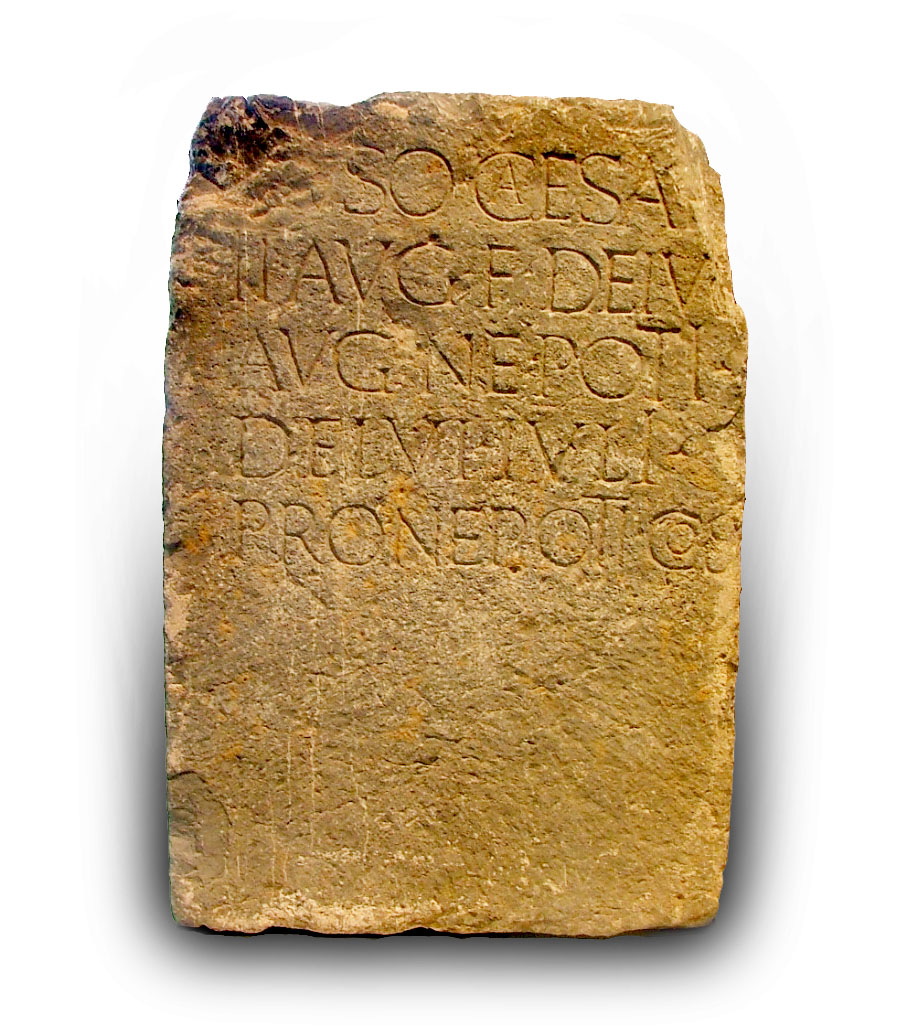
Epigrafia dedicada a Drus el Jove

La presència del castell és tan antiga com l'origen de la ciutat i ja els ibers van establir allí el seu primer assentament (Arse). Tradicionalment, es parla del castell romà, fent referència a la civilització que més ha marcat aquest monument. Tot i això, actualment, al castell queden poques restes d'origen romà i és un mosaic de cultures i civilitzacions (ibers, romans, gots, àrabs).
En 1810, durant la guerra del Francès, per recomanació de l'oficial britànic Charles William Doyle, Joaquín Blake feu que els treballadors espanyols van restaurar les antigues muralles omplint els buits amb blocs de pedra de les antigues ruïnes. El teatre romà, relativament intacte fins a aquest moment, es va desmuntar per proporcionar materials de construcció. Tot i això, l'obra encara estava inacabada quan l'exèrcit de Suchet va avançar. El castell va estar utilitzat pels francesos en la Guerra de la Independència al llarg del segle xix.
Està dividit en set places o recintes independents: la plaça d'Almenara, la plaça d'Armes, la plaça de la Conillera, la plaça de la Ciutadella, la plaça Dos de Maig, la plaça de Sant Ferran i Estudiants. En l'interior de les muralles del castell, que s'estenen uns mil metres al llarg de la muntanya, en el Antiquarium Epigràfic s'oferix la contemplació d'una selecció d'una de les col·leccions epigràfiques més importants de la península Ibèrica. Aquestes inscripcions aporten informació sobre els aspectes més significatius de la societat saguntina al llarg dels segles.
Existixen multitud de galeries subterrànies que no són visitables de moment, però que demostren la grandesa d'aquest patrimoni.
Cal incloure en el monument el teatre romà de Sagunt.
El 1931 fou declarat Monument Nacional.